# Pedra Formosa
Pedra Formosa é um tipo de monólito de grandes dimensões, normalmente decorado com gravuras em baixo relevo, que se localizava no interior dos balneários da civilização castreja, a qual permitia o acesso, por uma pequena abertura, ao compartimento dos banhos e vapores quentes.

## Alguns exemplos

### Pedras Formosas da Citânia de Briteiros

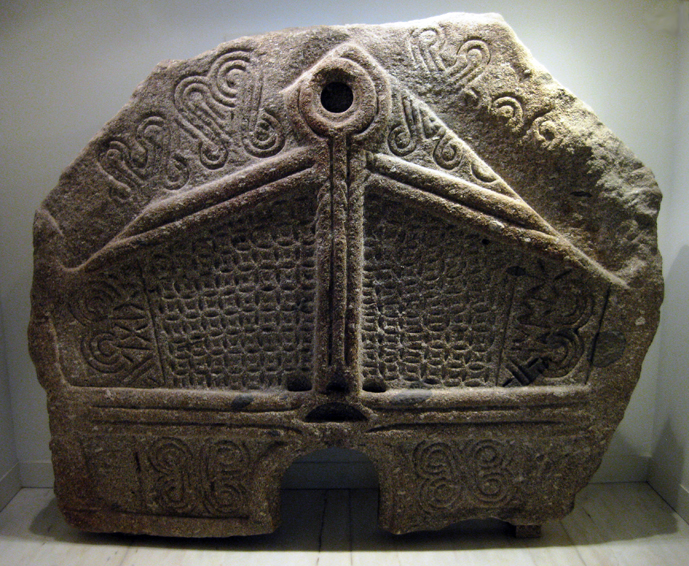
Citânia de Briteiros, exposta no Museu da Cultura Castreja em Briteiros

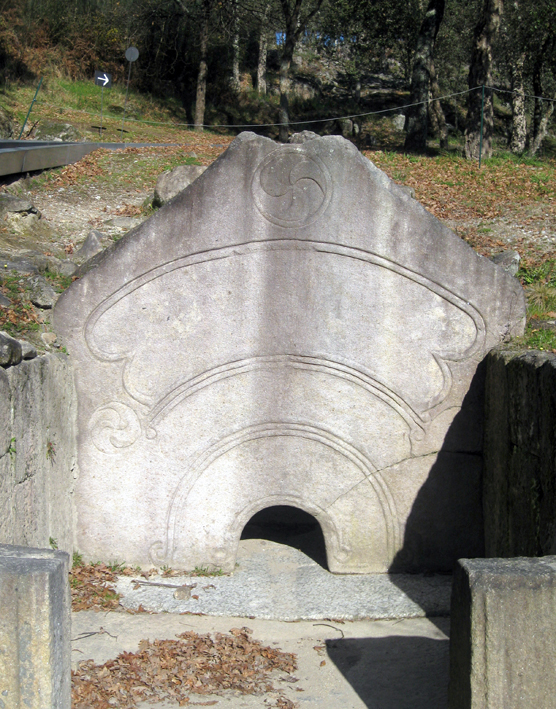
Citânia de Briteiros

A Pedra Formosa mais importante da Citânia de Briteiros, localizada na freguesia de Salvador de Briteiros, Município de Guimarães, Distrito de Braga, encontra-se exposta no Museu da Cultura Castreja em Briteiros.
É um monólito de granito, trabalhado provavelmente há uns três mil anos, com quase três metros de largura e mais de dois de altura, pesando aproximadamente cinco toneladas.
Trata-se da peça principal de um monumento que é essencialmente um conjunto arquitectónico pré-romano de banhos (vapor e água) construído no período castrejo e que, há 100 anos, o historiador Martins Sarmento referenciou.
Uma segunda Pedra Formosa encontra-se na Citânia de Briteiros.

### Pedra Formosa do Castro das Eiras

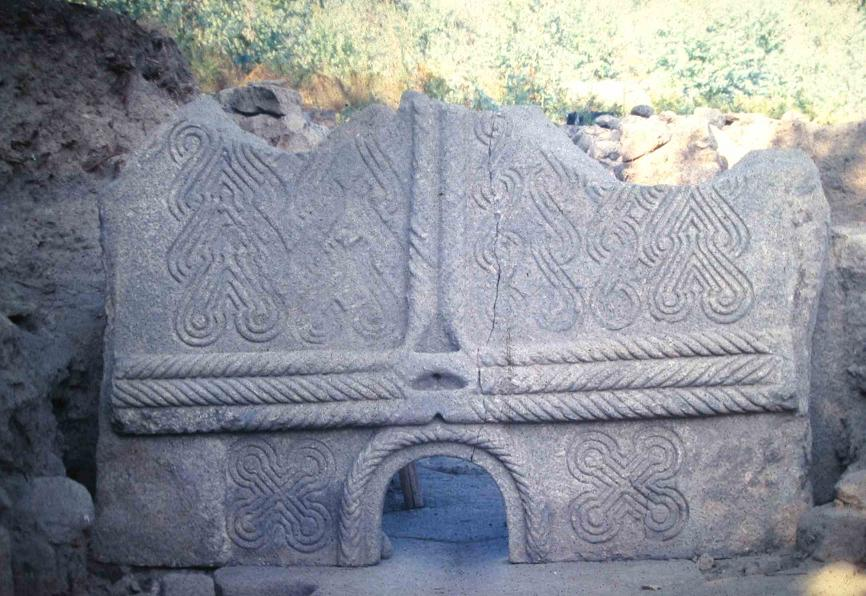
Castro das Eiras

A Pedra Formosa do Castro das Eiras, ou do Conjunto Arqueológico das Eiras, situava-se na freguesia de Pousada de Saramagos, no Município de Vila Nova de Famalicão, Distrito de Braga.
Foi identificada em 1880 por Martins Sarmento, tendo o Gabinete de Arqueologia da Câmara Municipal de Vila Nova de Famalicão retomado as escavações em 1990, sob direcção do arqueólogo Francisco Queiroga.
Pertencia a um complexo de banhos datados do primeiro milénio a.C.
O Conjunto Arqueológico das Eiras, de que a Pedra Formosa faz parte, está classificado como Conjunto de Interesse Público desde 2022.
A Pedra Formosa atualmente está em exposição na Casa do Território, localizada no Parque da Devesa em Vila Nova de Famalicão.

### Pedra Formosa da Citânia de Sanfins

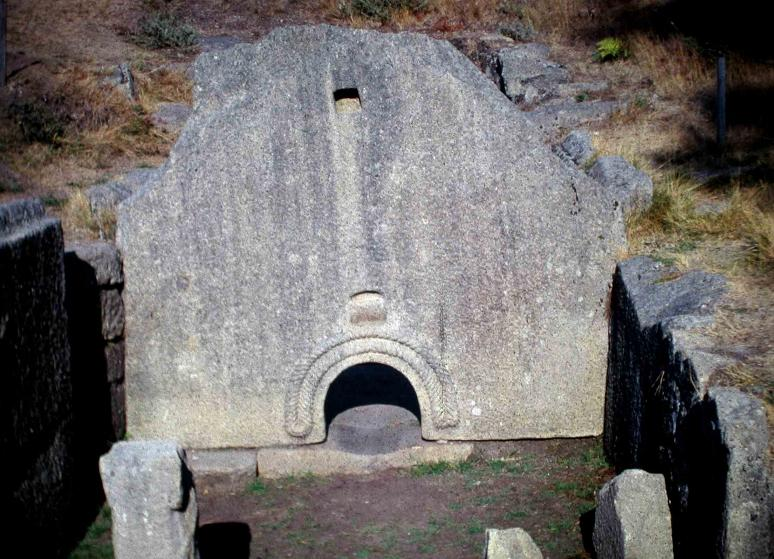
Citânia de Sanfins

A Citânia de Sanfins é uma das principais estações arqueológicas da Península Ibérica, localizada no distrito do Porto, Município de Paços de Ferreira, freguesia de Sanfins de Ferreira.
O edifício destinado aos banhos públicos destaca-se, do conjunto arqueológico da Citânia, pela sua técnica e aparato.
Os primeiros estudos, desta Citânia, devem-se aos historiadores Martins Sarmento e Leite de Vasconcelos.

### Pedra Formosa de Tongóbriga

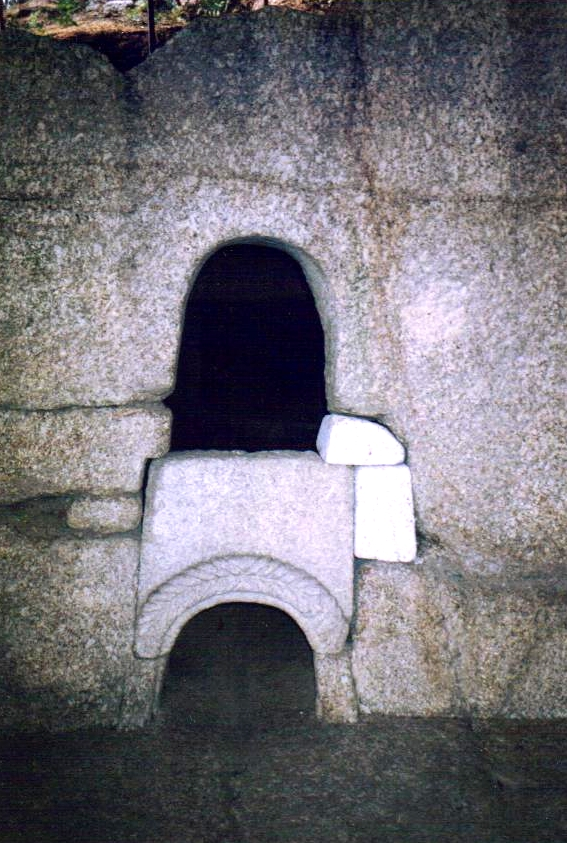
Tongóbriga

Tongóbriga foi uma cidade romana situada na atual freguesia do Marco, Município de Marco de Canaveses, Distrito do Porto.
A Pedra Formosa encontra-se junto das antigas termas romanas.